# 비행계기

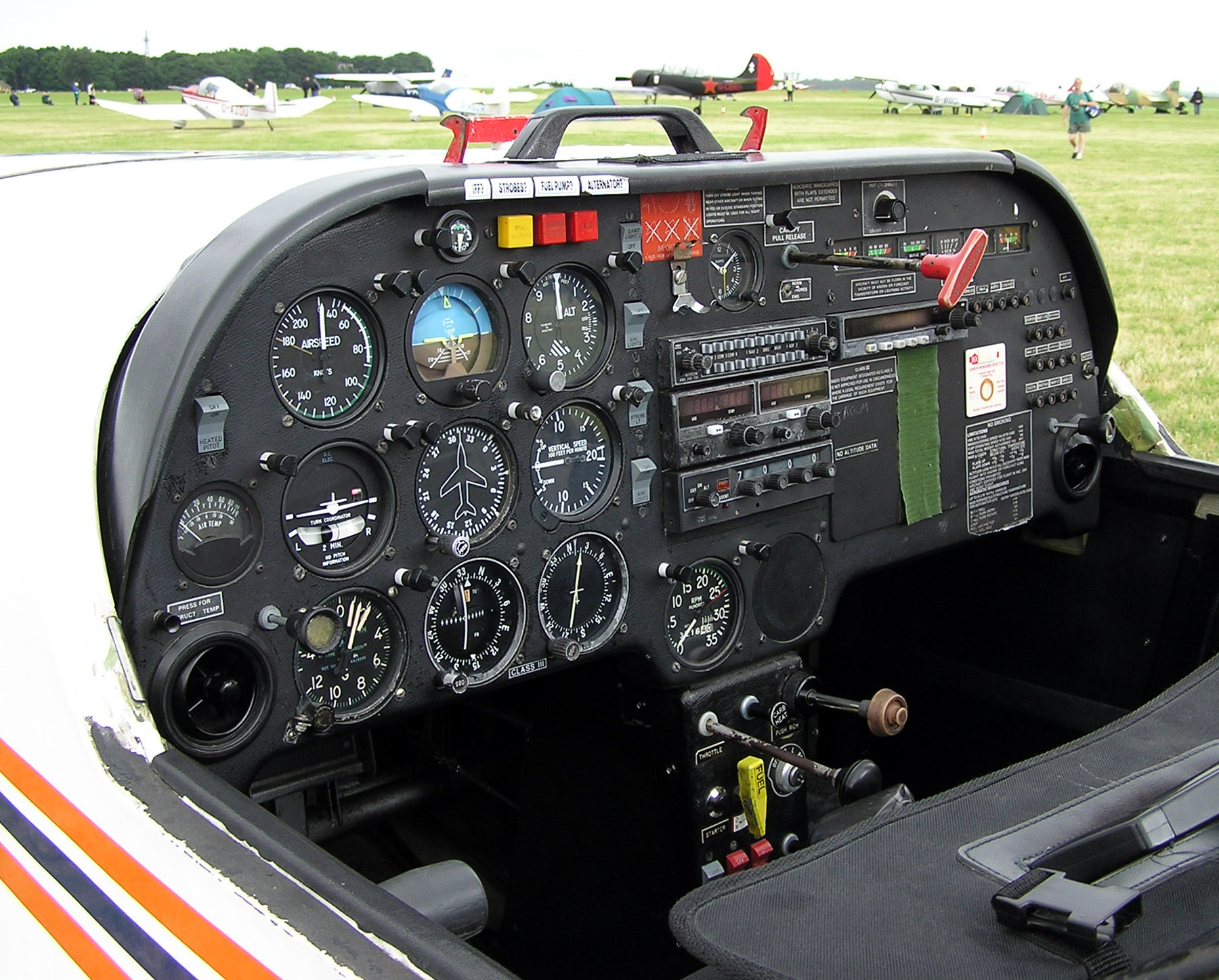

비행계기(Flight instruments)는 항공기에 표준적으로 장착하는 계기로서 자세, 속도, 고도와 같이 비행에 중요한 정보를 제공한다.

## 고도계
주위의 기압을 측정하는 것으로 기준면(통상은 해면)으로부터의 항공기의 고도(통상은 피트나 미터 단위)를 표기한다. 정확한 고도를 얻기 위해서는 그 지역에서의 대기압을 올바르게 설정해야 한다.

## 자세계(Attitude indicator)
항공기의 fdf자세를 수평선과 비교해서 표시한다. 계기 비행에서는 가장 중요한 계기이며 시계가 부족한 상황에서도 도움이 된다. 만약 이 계기가 고장나거나 전원이 끊어지거나 했을 경우에는 다른 계기를 병용하여 사용하도록 조종사는 훈련을 받고 있다.

## 대기 속도계(Airspeed indicator)
주위의 공기에 대한 항공기 속도(통상은 노트, 해리 단위)를 표시한다. 비 발가락관 그리고 램 에어압을 측정해 동작한다. 진정한 대기속도를 얻으려면, 표시되는 대기속도를 공기의 밀도(고도나 기온이나 습도로 변화한다)로 보정해야 한다. 대지 속도를 얻으려면, 바람의 상황으로 보정해야 한다.

## 방위계(Heading indicator)
방향성 자이로(directional gyro : DG)라고도 불린다. 항공 용도 이외가 보통이지만 자이로 콤파스(gyrocompass)로 불리기도 한다. 자북에 대한 항공기의 기수 방위를 표시한다. 회전하는 자이로스코프를 동작 원리로 하고 있기 때문에 세차 운동으로도 불린다. 표류 오차에 영향을 받아 정기적으로 자기 콤파스로 교정하여 수정해야 한다. 많은 항공기에서는 방위계 대신에 수평자세 지시계(HSI)를 장착하고 있는데 기수 방위를 나타낼 뿐만 아니라 항법하는데 사용하고 있다.

## 선회경사계(Turn and bank indicator)
선회경사계는 선회 방향과 선회율을 표시한다. 내부에 장착된 경사계(Inclinometer)는 선회의 질을 표시한다. 예를 들면 선회가 정확하게 되었는지 기체가 안쪽으로 미끄러짐(slip)이거나 밖으로 미끄러짐(skid )을 하고 있는지를 확인한다.

## 승강계(Vertical speed indicator)
바리오미터(variometer)라고도 불린다. 기압의 변화를 감지하고 상승률이나 하강율의 정보를 조종사에게 제공한다. 통상은 feet/min, meter/sec으로 표시된다.
바리오미터 산악용 레저용으로 패러글라이딩 행글라이딩에서도 많이 쓰인다.

## 계기판의 배치
1953년 이후에 생산된 항공기의 대부분에서는 4개의 비행 계기가 "베이직 T"라고 불리는 표준적인 배치로 설치되어 있다. 자세계는 중앙상단에 대기 속도계는 왼쪽, 고도계는 오른쪽, 비행 방위계는 자세계 아래, 나머지 2개 선회 균형계와 승강계는 통상은 대기 속도계와 고도계 아래에 있다. 콤파스 계기는 계기판 위의 앞쪽 글래스의 중앙에 있는 것이 많다.

## 같이 보기
- 국제 민간 항공 기구
- 계기판
- 조종실
- 글래스 콕핏